# Phytotartessus transverus
Phytotartessus transverus är en insektsart som beskrevs av Evans 1981. Phytotartessus transverus ingår i släktet Phytotartessus och familjen dvärgstritar. Inga underarter finns listade i Catalogue of Life.